# Full Moon (The Lost Studio Sessions)
Full Moon (The Lost Studio Sessions) è un album raccolta degli Eyes, pubblicato nel 1993 per l'etichetta discografica Empire Records.
Il disco raccoglie delle incisioni demo che erano state registrate con l'ultima formazione aggiornata con i nuovi entrati Bobby Fraga (basso), Jamie Sheriff (tastiere), e Mark Weitz (voce), già noto per essere stato membro di altri gruppi tra cui Malice, Americade, Odin, e Impellitteri.

## Tracce
1. For The Young – 4:02
2. Son Of A Loaded Gun – 4:33
3. Rockin' The Cradle – 3:57
4. Save My Life – 4:40
5. Hands Across The Ocean – 4:05
6. Turn Away From Heaven – 4:30
7. Satisfied – 4:29
8. Imaginary Breakdown – 5:34
9. Eyes Of Love – 5:41

## Formazione
- Mark Weitz - voce
- Steven Dougherty - chitarra, basso
- Bobby Fraga - basso
- Jamie Sheriff - tastiere
- Aldy Damian - batteria